# Konkordatslehrstuhl
Ein Konkordatslehrstuhl ist ein Lehrstuhl an einer staatlichen Universität, der nicht in einer theologischen Fakultät angesiedelt ist, bei dessen Besetzung die Katholische Kirche aber ein Einspruchsrecht hat.
Konkordatslehrstühle bestehen in Deutschland vor allem an Universitäten in Bayern und in Freiburg. Grundlage für diese staatskirchenrechtliche Besonderheit sind Vereinbarungen in Konkordaten. Durch die Konkordatslehrstühle soll der katholischen Kirche in Bayern vor allem hinsichtlich der pädagogisch relevanten Lehre an Universitäten ein Mitspracherecht eingeräumt werden. 2013 erklärten die bayerischen Bischöfe, das Vetorecht künftig nicht mehr auszuüben.
Analog dazu existieren in Bonn und Mainz Lehrstühle, bei deren Besetzung die katholische Kirche einbezogen wird, auch wenn dies nicht durch ein Konkordat, sondern durch andere Verträge geregelt ist.

## Situation in Bayern
Das Konkordat mit Bayern wurde bereits 1924 geschlossen, aber im Folgenden immer wieder verändert. In der heute gültigen Fassung heißt es zur Besetzung der Lehrstühle in theologischen Fakultäten (§ 2 Art. 5):

„An den in § 1 genannten theologischen Fachbereichen werden Professoren und andere Personen, die zu selbständiger Lehre berechtigt sind, vom Staate erst ernannt, wenn gegen die in Aussicht genommenen Kandidaten von dem zuständigen Diözesanbischof keine Erinnerung erhoben worden ist.“

Zu den Konkordatslehrstühlen heißt es (§ 5 Art. 3):

„Der Staat unterhält an den Universitäten Augsburg, Erlangen-Nürnberg, München (Ludwig-Maximilians-Universität), Passau, Regensburg und Würzburg sowie an der Gesamthochschule Bamberg in einem für das erziehungswissenschaftliche Studium zuständigen Fachbereich je einen Lehrstuhl für Philosophie, für Gesellschaftswissenschaften und für Pädagogik, gegen deren Inhaber hinsichtlich ihres katholisch-kirchlichen Standpunktes keine Erinnerung zu erheben ist. Bei der Besetzung gilt § 2 entsprechend.“

Entsprechend gibt es an sieben bayerischen Universitäten (nicht in Bayreuth und an der TU München) jeweils drei konkordatär gebundene Lehrstühle.
Nach Angaben der Bayerischen Staatsregierung sind die Konkordatslehrstühle in Bayern mit den folgenden Professoren besetzt (Stand 2009):
- Universität Augsburg: Christian Schröer (Philosophie), Marcus Llanque (Politikwissenschaft), Eva Matthes (Pädagogik).
- Universität Bamberg: Christian Schäfer (Philosophie I), Hans-Peter Blossfeld (Soziologie), Georg Hörmann (Pädagogik).
- Universität Erlangen-Nürnberg: vakant (Politische Wissenschaft), Sabine Martschinke (Grundschulpädagogik und -didaktik), Erasmus Mayr (Praktische Philosophie)
- Universität München (LMU): Thomas Buchheim (Philosophie l), vakant (Soziologie), Hartmut Ditton (Allgemeine Pädagogik, Erziehungs- und Sozialisationsforschung).
- Universität Passau: Michael-Thomas Liske (Philosophie), Heinrich Oberreuter (Politikwissenschaft), Guido Pollak (Pädagogik).
- Universität Regensburg: Daniel Eggers (Philosophie), Karlfriedrich Herb (Politische Philosophie und Ideengeschichte), Hans Gruber (Pädagogik).
- Universität Würzburg: Karl Mertens (Praktische Philosophie), Hans-Joachim Lauth (Vergleichende Politikwissenschaft und Systemlehre), Erhard Fischer (Sonderpädagogik)

Nachdem die Universitäten meist schon bei der Auswahl der Kandidaten auf die Vorstellungen der katholischen Kirche Rücksicht nehmen, wird laut Daniel Gotthardt vom Vetorecht des Bischofs in der Praxis selten Gebrauch gemacht. Zuletzt 2006 wurde die Berufung eines evangelischen Kandidaten auf eine Philosophieprofessur in Bamberg durch den Einspruch des Bamberger Erzbischofs verhindert. Im Jahr 2013 erklärten die Bischöfe einen Verzicht auf ihr Vetorecht.
Zwar legt das Prüfungsrecht der Katholischen Kirche bei der Besetzung der Lehrstühle die Konfession des Personals nicht zwangsläufig fest – allerdings gibt es derzeit mit Clemens Kauffmann nur einen Protestanten auf einem Konkordatslehrstuhl.

## Situation außerhalb Bayerns

### Mainz
In Mainz gibt es zwei vergleichbare Lehrstühle für Geschichte und Philosophie auf Grundlage der staatskirchenrechtlichen Vereinbarung zwischen dem Bischof von Mainz und dem Oberregierungspräsidenten von Hessen-Pfalz über die Katholisch-Theologische Fakultät der Universität Mainz von 1946.
Besetzungen:
- Lehrstuhl für die Philosophie des Mittelalters: Mechthild Dreyer
- Lehrstuhl für Mittelalterliche Geschichte: Ludger Körntgen

### Bonn
Auch in Bonn gab es zwei vergleichbare Lehrstühle, ebenfalls für Philosophie und Geschichte. Universitätsangaben zufolge soll bei der Besetzung des Geschichtslehrstuhls die Konfession zuletzt bei Konrad Repgen eine Rolle gespielt haben. Die Rechtsgrundlage ist hier eine Vereinbarung bei der Universitätsgründung 1818 durch den Preußenkönig Friedrich-Wilhelm III., dessen Namen die Universität auch trägt. Das Mitspracherecht der Kirche für diese Lehrstühle ist also fast 200 Jahre alt. In die neue Verfassung der Bonner Universität von 1991 wurden die Konkordatslehrstühle aber nicht mehr aufgenommen; es ist also davon auszugehen, dass sie nicht neu besetzt werden. Im September 1990 hatte Anton Schindling als Erstplatzierter für die Nachfolge Repgens den Ruf auf den Lehrstuhl abgelehnt.

### Freiburg
Das Badenkonkordat von 1932 garantiert zwei Konkordatslehrstühle (Philosophie und Geschichte) in Freiburg. Sie wurden eingerichtet, weil der Besuch philosophischer und geschichtlicher Vorlesungen Voraussetzung für einen theologischen Abschluss ist. Im Schlussprotokoll zu Art. IX heißt es:

„Im Hinblick auf die in Art. VII geforderte philosophisch-theologische Ausbildung wird der Badische Staat dafür Sorge tragen, daß an der Universität Freiburg je eine Professur für Philosophie und Geschichte besteht, die mit je einer Persönlichkeit besetzt wird, welche für die einwandfreie Ausbildung der Theologiestudierenden geeignet ist.“

Besetzungen:
- Lehrstuhl für Philosophie: Maarten J.F.M. Hoenen
- Lehrstuhl für Geschichte: Birgit Studt

### Düsseldorf, Köln und Münster
Entgegen verbreiteten Informationen gibt es derzeit keine Konkordatslehrstühle in Düsseldorf, Köln und Münster.

## Kontroverse
Die verfassungsrechtliche Zulässigkeit von Konkordatslehrstühlen ist umstritten, wenngleich gerichtliche Klagen dagegen bislang stets gescheitert sind. Kritiker bemängeln an der Einrichtung der Konkordatslehrstühle zweierlei. Zum einen liege ein Verstoß gegen die Trennung von Kirche und Staat vor, weil Konkordatslehrstühle anders als theologische Fakultäten nicht verfassungsrechtlich vorausgesetzt seien. Überdies liege mit der Bevorzugung der katholischen Kirche ein Verstoß gegen das Paritätsprinzip vor. Zum anderen sei das Recht nicht-katholischer Lehrstuhlbewerber auf gleichen Zugang zu öffentlichen Ämtern verletzt: Art. 33 Absatz 3 GG: „Der Genuß bürgerlicher und staatsbürgerlicher Rechte, die Zulassung zu öffentlichen Ämtern sowie die im öffentlichen Dienste erworbenen Rechte sind unabhängig von dem religiösen Bekenntnis. Niemandem darf aus seiner Zugehörigkeit oder Nichtzugehörigkeit zu einem Bekenntnisse oder einer Weltanschauung ein Nachteil erwachsen.“ Das Bundesverfassungsgericht musste zur Vereinbarkeit mit dem Grundgesetz für die Bundesrepublik Deutschland bisher nicht Stellung nehmen.
Im Jahre 1977 gab es eine Popularklage vor dem Bayerischen Verfassungsgerichtshof gegen die am 25. September 1974 beschlossene Veränderung des Konkordatsgesetzes. Diese Änderung schrieb eine Erweiterung der Konkordatslehrstühle vor. Die Klage hatte drei Ansätze zur Begründung der Verfassungswidrigkeit. Zum ersten werde das Grundrecht auf freien, religionsunabhängigen Zugang zu öffentlichen Ämtern, verankert in Artikel 107 Abs. 4 und Artikel 116 der Bayrischen Verfassung, eingeschränkt. Zum Zweiten werde die in Artikel 107 der Bayerischen Verfassung gesicherte Freiheit der Wissenschaft durch die Vorauswahl bestimmter Kandidaten empfindlich gestört und zum Dritten wiege das „geschichtliche Herkommen“ eines Anspruchs weniger als eine „verfassungsrechtliche Neuordnung“. Der bayerische Verfassungsgerichtshof entschied, die Ausweitung der Konkordatslehrstühle verstoße nicht gegen die bayerische Verfassung und berief sich in seiner Entscheidung vom 11. April 1980 darauf, der bayerische Staat dürfe „berücksichtigen, daß in Bayern angesichts der großen Mehrzahl der Bürger christlichen Bekenntnisses der Unterricht auch im entsprechenden christlichen Sinne erteilt wird, weil sonst eine Majorisierung durch eine bescheidene Minderheit eintreten würde.“ Daher dürfe der Staat der Kirche „in einem bestimmten Umfang Mitwirkungs- oder Mitbestimmungsrechte einräumen, die ein Lehr- und Forschungsangebot an den Erziehungswissenschaftlichen Fakultäten der Hochschulen sicherstellen sollen, daß Studierenden der beiden christlichen Hauptbekenntnisse die spätere Wahrnehmung des Unterrichts nach den Grundsätzen der christlichen Bekenntnisse an den Volksschulen ermöglicht.“ Zu dieser von der Mehrheit des Gerichtes vertretenen Auffassung legte ein Mitglied des Verfassungsgerichtshofes ein Sondervotum ein, in dem die Konkordatslehrstühle als nicht mit der Bayerischen Verfassung vereinbar bezeichnet wurden.
Als im Besetzungsverfahren für den Lehrstuhl für Praktische Philosophie an der Universität Erlangen-Nürnberg eine Bewerberin nicht in die engere Auswahl gelangte, klagte sie dagegen, weil sie annahm, dass sie frühzeitig „aussortiert“ worden sei, da sie nicht der katholischen Kirche angehört. Das Verwaltungsgericht Ansbach untersagte mit Beschluss vom 13. Dezember 2010 der Universität bis auf Weiteres die Wiederbesetzung der Professur, da die Rechtsfrage, „ob Art. 3 § 5 des Konkordats mit höherrangigem Recht, insbesondere Verfassungsrecht vereinbar ist“, sowie andere Fragen zum Besetzungsverfahren zunächst im Hauptsacheverfahren geklärt werden müssten. Zur Entscheidung in der Hauptsache kam es nicht, da die zur Berufung vorgesehene Bewerberin den Ruf ablehnte und die Universität daraufhin das laufende Berufungsverfahren abbrach.
Im April 2010 reichten die Grünen im Bayerischen Landtag einen Antrag ein, in dem sie die Bayerische Staatsregierung aufforderten, Verhandlungen mit der Katholischen Kirche aufzunehmen, um eine Änderung des Konkordats und damit eine Überführung der Konkordatslehrstühle in reguläre Lehrstühle zu erreichen. Der Antrag wurde von den Fraktionen von CSU, FDP und den Freien Wählern abgelehnt und erhielt mit den Stimmen von Grünen und SPD nicht die notwendige Mehrheit.